# Parc national Talampaya
Le parc national Talampaya (en espagnol : Parque Nacional Talampaya) est un parc national argentin situé au centre-ouest de la province de La Rioja. En 2000, l'UNESCO l'a déclaré patrimoine mondial de l'humanité. Créé en 1975 comme parc provincial, il devient parc national en 1997. Le parc occupe 215 000 hectares. Son objectif est de protéger d'importants gisements archéologiques et paléontologiques de la région qui donnent au paysage sa beauté si particulière.

## Géographie
La structure du paysage est le résultat de mouvements tectoniques, qui ont provoqué le soulèvement d'importantes masses rocheuses. Puis, pendant des millénaires, ces dernières ont été soumises à l'érosion de l'eau et du vent, comme cela se produit en climat désertique avec de grandes amplitudes thermiques, une très forte chaleur le jour, puis le froid de la nuit, avec quelques pluies torrentielles l'été, et des vents très forts au printemps. L'altitude moyenne du parc est d'environ 1 300 m, et le climat est continental.
Le vaste bassin est resté tout à fait inconnu, étant donné son isolement. Ce n'est que dans les années 1970, à la suite de la construction de la route reliant Patquía à Villa Unión permettant le passage des véhicules à moteur, qu'il fut découvert. Le canyon et son accès ont dès lors été cartographiés et explorés.
Puis la diffusion de la renommée du site fut assurée par un journaliste, écrivain du nom de Federico B. Kirbus[réf. nécessaire].
À l'intérieur du parc, on peut admirer :
- le canyon sec du río Talampaya, où il y a des millions d'années ont vécu des dinosaures ;
- des vestiges laissés par les peuples aborigènes, comme les pétroglyphes de la Puerta del Cañón ;
- un jardin botanique, réserve de la flore autochtone ;
- des parois allant jusque 145 m de hauteur ; les formations géologiques les plus spectaculaires taillées dans des roches rouges sont Los Reyes Magos (les Rois mages), La Catedral (la cathédrale), Los Balcones (les balcons), El Tablero de Ajedrez et El Cura (le curé) ;

## Faune et flore
La flore et la faune sont caractéristiques de ce qu'on appelle le biome du monte.
On y voit des guanacos, des lièvres, des vigognes, des pumas, des maras, des renards gris et des condors, entre autres.